# 池训珉
池训珉（1984年3月26日—）是一名韩国举重运动员，身高1.58米，曾参加北京奥运会62公斤级比赛，因三次挺举失败而未完成比赛，而在广州亚运会以309千克的成绩获同级别第四名。